# 謝伊廷鄉
46°06′N 20°51′E / 46.100°N 20.850°E
謝伊廷鄉（羅馬尼亞語：Comuna Șeitin, Arad），是羅馬尼亞的鄉份，位於該國西部，由阿拉德縣負責管轄，面積66平方公里，海拔高度88米，2011年人口2,936，人口密度每平方公里45人。